# قنتر
بلدية قَنتَر أو (نقحرة: كينتار) (بالإسبانية: Quéntar) هي بلدية تقع في مقاطعة غرناطة التابعة لمنطقة أندلوسيا جنوب إسبانيا.

## الديموغرافيا
بلغ عدد سكان بلدية قنتر 1.025 نسمة عام 2011 (وفقاً للمعهد الوطني الإسباني للإحصاء).
| 1.134 | 1.108 | 1.059 | 1.054 | 1.046 | 1.065 | 1.025 |